# Ivan Vilim Burić
Ivan Vilim Burić (Zagreb, 1792. - Varaždin, 30. ožujka 1858.), hrvatski barun i feldmarschalleutnant (podmaršal) Austrijskog Carstva.

## Životopis
Barun podmaršal Ivan Vilim Burić je rođen u Zagrebu 1792. godine, u obitelji baruna Adama Franje Burića. 1809. godine pridružio se kao kadett (kadet) "62. linijskoj pješačkoj pukovniji Franje Jelačića". U vrijeme Napoleonskih ratova, od 1809. godine pa sve do drugog pariškog mira, barun Burić je služio u pješaštvu. Isprva je bio fähnrich (zastavnik) "Varaždinsko-đurđevačke krajiške pješačke pukovnije" u "Brigadi Nordmann VI. armijskog korpusa". Sa svojom pukovnijom borio se kod Asperna, Wagrama i Znajma. 1813. i 1814. godine već je bio natporučnik linijske pješačke pukovnije nadvojvode Karlau "Grenadirskoj bojnoj Faber" koja se nalazila u Italiji. U bitci kraj Pozzola 8. veljače 1814. bojna baruna Burića je pretrpjela teške gubitke. Osim zapovjednika, još su desetorica časnika ranjena, a među njima i sam barun Burić. Mir koji je uslijedio omogućio je da se barunu Buriću ispuni dugogodišnja želja. Barun Burić već je dugo želio služiti u konjaništvu, a 1816. godine premješten je kao oberleutnant-a (natporučnik) u "7. pukovniju lakog konjaništva" (chevaux legers) u kojoj je u svibnju 1821. unaprijeđen u čin hauptmann-a (satnik). Godine 1833. u činu major-a (bojnik) služio je kao stožerni časnik "3. pukovnije lakog konjaništva O'Reilly", u kojoj je 1835. unaprijeđen u oberstleutnant-a (potpukovnik). Od 1839. do 1845. bio je oberst (pukovnik) i zapovjednik "6. husarske pukovnije Württemberg", sve dok nije postao generalmajor (general bojnik), isprva u Kraljevini Ugarskoj, a potom u Grazu. Ondje je tijekom 1848. postavljao postrojbe na štajersko-ugarsku granicu i pacificirao područje oko Plattenseea. U travnju 1849. promaknut je u čin feldmarschalleutnant-a (podmaršal) i otvaranjem ljetnog pohoda postavljen za zapovjednika divizije u "IV. armijskom korpusu" pod zapovjedništvom podmaršala Ludwiga von Wohlgemutha. Barun Burić je iskazao veliku hrabrost i snalažljivosti u bitci za mjesto Pered i Királyrév most, tijekom revolucije u Mađarskoj, a za što mu je 26. ožujka 1850. godine na 157. promociji dodijeljen Viteški križ Reda Marije Terezije. Preostali dio rata u Mađarskoj, barun Burić je proveo kao zapovjednik divizije u pričuvnom korpusu generala topništva grofa Lavala Nugenta. Više je puta bio ranjen, a osim Redom Marije Terezije odlikovan je i Redom Željezne krune II. reda. Kao podmaršal služio je do 1852. kao divizijonar u Zagrebu i Hrvatskoj. Umirovljen je nakon 45 godina službe, te je živio u Zagrebu, Sv. Ivanu Zelini i Varaždinu. Umro je u Varaždinu 30. ožujka 1858. godine.

### Činovi
- čin Kadett (kadet) dodijeljen 1809. godine.
- čin Fähnrich (zastavnik) dodijeljen 1811. godine.
- čin Oberleutnant (natporučnik) dodijeljen 1814. godine.
- čin Hauptmann (satnik) dodijeljen 1821. godine.
- čin Major (bojnik) dodijeljen 1833. godine.
- čin Oberstleutnant (potpukovnik) dodijeljen 1835. godine.
- čin Oberst (pukovnik).
- čin Generalmajor (general bojnik).
- čin Ffeldmarschalleutnant (podmaršal) dodijeljen 1849. godine.

### Odličja
- Viteški križ Reda Marije Terezije (Ritter des Militär Maria Theresien Ordens)[1]
- Red Željezne krune II. reda (Ritter II. Klasse des Orden der Eisernen Krone)[1]